# سوسمار انگشت‌شانه‌ای اشمیت
سوسمار انگشت‌شانه‌ای اشمیت (نام علمی: Acanthodactylus schmidti) که معمولاً به عنوان سوسمار انگشت‌لبه‌ای اشمیت نیز شناخته می‌شود، گونه‌ای از سوسمارهای خانواده سوسماران راستین و بومی غرب آسیا است.
Acanthodactylus schmidti در ایران، عراق، اردن، کویت، عمان، قطر، عربستان سعودی و امارات متحده عربی یافت می‌شود.
سوسمار انگشت‌شانه‌ای تخم‌زا است.